# Numerio Negidio
Numerio Negidio (in latino Numerius Negidius) è un nome fittizio ampiamente usato nei testi di diritto romano per illustrare, con esempi concreti, la posizione di un individuo nei diversi casi giuridici. Spesso è abbreviato anche con le iniziali N. N.
Il nome è basato su un gioco di parole: Numerius è un praenomen romano che ricorda il verbo numero, "Io pago"; mentre Negidius ricorda un nome gentilizio formato dal verbo nego, "Mi rifiuto". Così, Numerio Negidio è un nome personale che può anche essere interpretato come "Mi rifiuto di pagare". Per questo motivo, è stato utilizzato per riferirsi al convenuto in una causa ipotetica, contrapposto ad Aulo Agerio, colui che mette in moto la causa.
Una formula giuridica ben nota, un'istruzione modello al giudice in un processo civile, iniziò come segue: "si paret Numerium Negidium Aulo Agerio sestertium decem milia dare oportere", il che significa, "se pare opportuno che Numerio Negidio debba pagare ad Aulo Agerio diecimila sesterzi..." In uso effettivo, i nomi e gli importi verrebbero modificati nei valori appropriati.